# Beethoven-Haus (Baden bei Wien)
Het Beethoven-Haus, ook wel Haus der Neunten, is een museum over Ludwig van Beethoven in Baden bei Wien, Neder-Oostenrijk. Het is gevestigd in een voormalig huis waar de componist vijftien jaar lang zijn zomers doorbracht. Het huis maakt deel uit van het culturele erfgoed van Oostenrijk.

## Geschiedenis van het huis
De eerste vermelding van het huis is teruggevonden in een grondboek (register) uit het begin van de 16e eeuw. Het is waarschijnlijk ook in deze eeuw gebouwd, evenals de later gewijzigde barokke voorgevel. Het is een van de oudste woonhuizen van Baden. Het is gevestigd aan de Rathausgasse die toen als Bäckengasse een van de belangrijkste verkeersaders van de stad was.
De eerste eigenaar was de familie Claus Khern; het echtpaar verdween spoorloos in de nasleep van de Turkse inval van 1529. Het eigendom van wisselde geregeld. In 1678 werd het in tweeën opgedeeld door de broers Bartholomäus en Hans Klotz. In de 17e en 18e eeuw werd het enkele malen vergroot. De wandschilderingen gaan terug naar de familie Johann Bayer die het huis in 1808 kocht. In de eerste decennia van de 19e eeuw deed het huis dienst als onderkomen van toeristen, waaronder op de eerste verdieping de componist Ludwig van Beethoven.

## Museum
De gemeente kocht de woning in 1962 en op 18 juni 1965 werd op de eerste verdieping het Beethoven-Haus geopend. Er volgde een uitbreiding in 1989, terwijl toen nog een antiekwinkel was gevestigd de begane grond.
In 2012 kwam de laatste woning in het huis vrij en werd begonnen aan een grootschalige sanering. Tijdens de verbouwing werd veel kennis opgedaan over de geschiedenis van het huis. In de herfst van 2014 volgde de heropening van het museum.
Sinds 2014 zijn de toonkamers over drie verdiepingen verdeeld. Op de bovenverdieping zijn de voormalige woonvertrekken te zien met allerlei memorabilia uit het leven van de componist. Op de begane grond en in het souterrain wordt met digitale middelen zijn muziek gespeeld, in het bijzonder zijn negende symfonie in verschillende uitvoeringen. Deze heeft hij grotendeels in Baden gecomponeerd. Er is een speciale expositieruimte gewijd aan het vierde en laatste deel van deze symfonie die diende als basis voor het Europese volkslied.

## Galerij

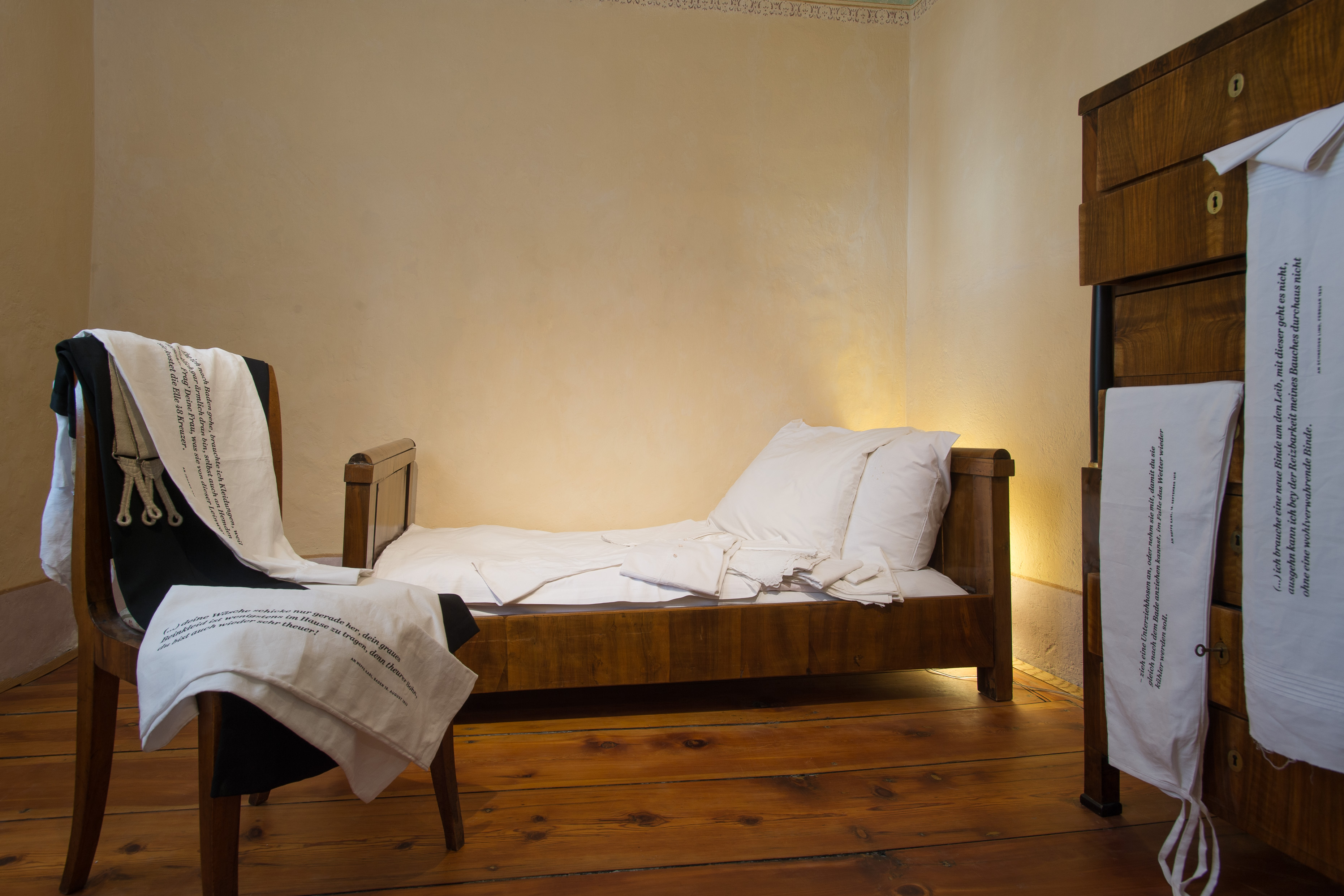
Slaapkamer
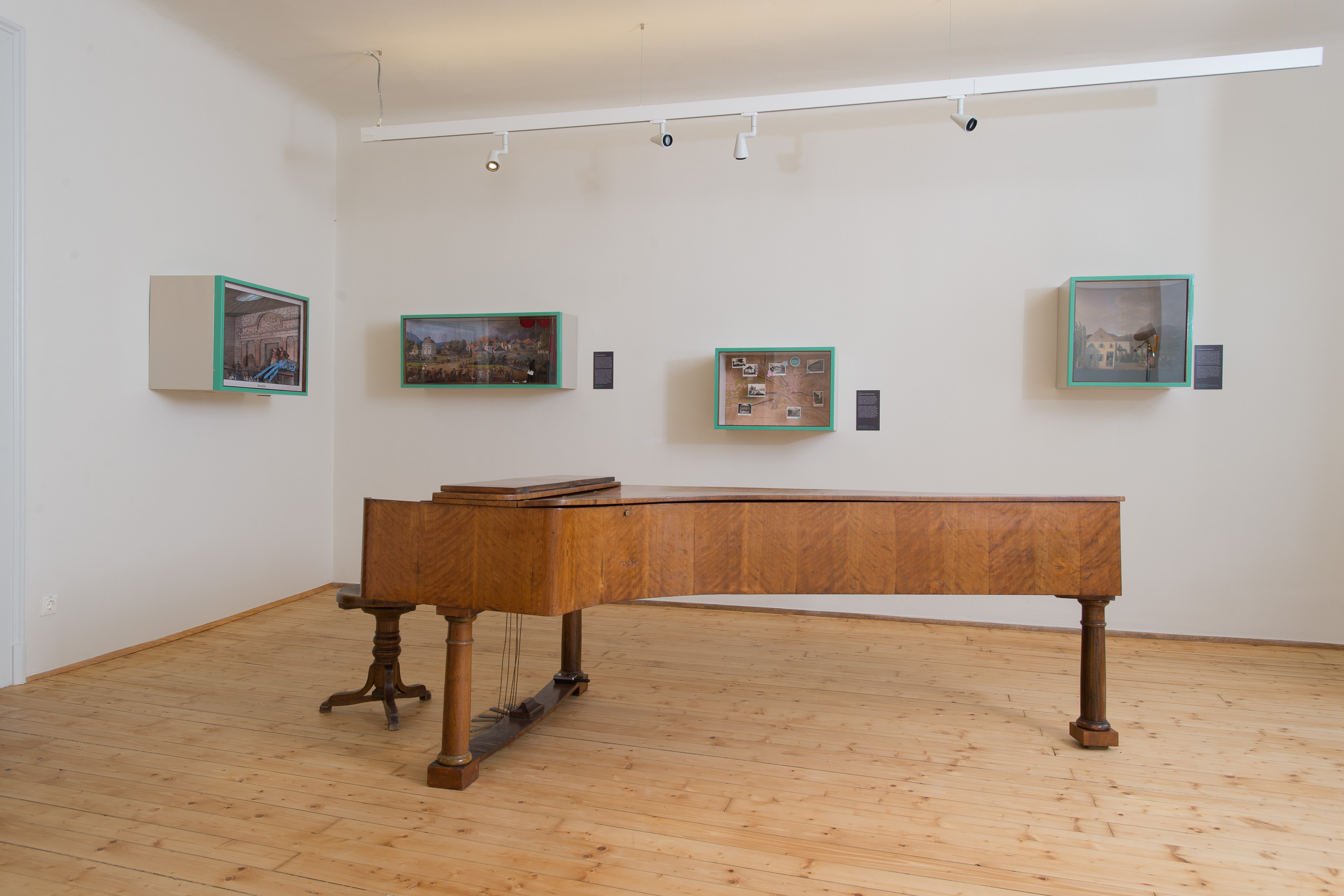
Werkkamer
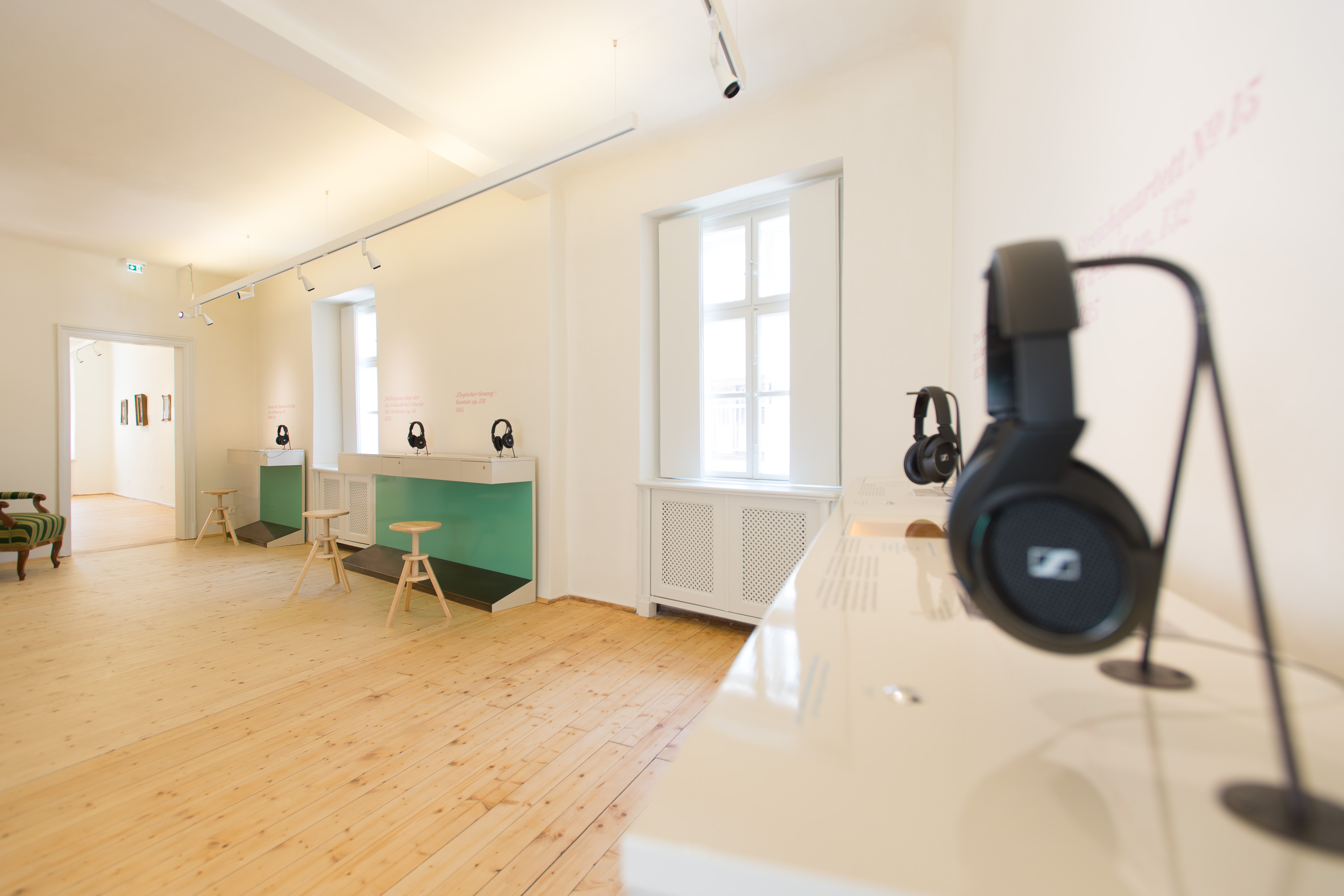
Luisterkamer